# Kilosa (huyện)
Kilosa là một huyện thuộc vùng Morogoro, Tanzania. Thủ phủ của huyện Kilosa đóng tại Kilosa. Huyện Kilosa có diện tích 14245 ki lô mét vuông. Đến thời điểm điều tra dân số ngày 25 tháng 8 năm 2002, huyện Kilosa có dân số 488191 người.